# サン＝ミシェル＝エ＝シャンヴォー
サン＝ミシェル＝エ＝シャンヴォー （Saint-Michel-et-Chanveaux）は、フランス、ペイ・ド・ラ・ロワール地域圏、メーヌ＝エ＝ロワール県の旧コミューン。
先史時代以来定住人口があり、人や物が交差する場所だった。1790年に、サン・ミシェル・デュ・ボワとシャンヴォーの2つのコミューンが合併して誕生した。かつてはブルターニュ公国と対峙するアンジューの城代が治める地であり、フランス革命が起きるとシュアヌリ（fr、ブルターニュ、メーヌ、アンジュー、ノルマンディーで発生した王党派と共和国軍による内戦）の中心地となり、コミューンは共和国軍とシュアン（上記の地方でゲリラ戦で戦った武装勢力）の戦いの舞台となった。19世紀から20世紀には、農村からの大きな人口流出を経験した。主な経済活動は農業と畜産である。
2016年12月15日、周辺の9つのコミューンと合併し、コミューン・ヌーヴェル（fr）のオンブレ＝ダンジューとなった。

## 地理
高アンジュー地方にあり、プアンセとは9km、スグレとは25km離れている。
サン＝ミシェル＝エ＝シャンヴォーはスグレン地方の景観の一部である、丘陵地帯が特徴である。起伏は東西の方向に向き、網状のボカージュ（生け垣で囲った畑）は谷に降りていくにしたがって密度が増す。南西から北東に向けて、コミューンをニンフ川が横切る。ニンフ川はノエレでヴェルゼ川と合流する。
地質学的には、コミューンはアルモリカ山塊から伸びる、シルル紀に生まれた片岩の地盤上に位置する。
高アンジュー地方の気候は、穏やかなアンジューと呼ばれるのが特徴である。メーヌ＝エ＝ロワール県は海洋性気候と、トゥーレーヌの大陸性気候との過渡地帯にあたるため、冬は穏やかで夏は快適である。

## 歴史
コミューンにはピエールフリトのメンヒルがあり、新石器時代の人の定住を表している。このメンヒルは県で3番目の高さである。また、7つの石斧や、多くの細石器が見つかっている。
サン・ミシェル・デュ・ボワは、アンジューの城代区の中で最古の1つであった。城がこの地に建てられていたが、1422年にはおそらくイングランド軍に包囲され、ブルターニュとフランスが戦争していた時代に廃墟となってしまった。
革命勃発当時、領主はルイ・マリー・ド・ブルモン（のちのフランス元帥ルイ・オギュスト・ド・ブルモンの父）であった。
1794年8月31日、王党派と共和国軍の戦いが起きた。ドゥカーン将軍率いる350人の共和国軍は、サラザンが指揮するライフルで武装した500人のシュアン、熊手や反り返った大鎌で武装した300人の農民と衝突した。サラザンは池の底に沈められた。
革命時代にサン・ミシェル・デュ・ボワの主任司祭だったのはルネ・オーバン・ルモニエであった。彼は宣誓を拒否したため、神学校に投獄された。聖職者がスペインに強制送還されることになると、彼はナントに送られた。しかし送還される前の1792年9月、彼は病を得、ナントのカルメル会修道院に閉じ込められたのである。彼はナントの聖職者たちと運命を共にし、1793年11月16日、他の高齢の聖職者たちとともに、ナントで溺死刑にされた。

## 人口統計
| 1962年 | 1968年 | 1975年 | 1982年 | 1990年 | 1999年 | 2008年 | 2013年 |
| ------ | ------ | ------ | ------ | ------ | ------ | ------ | ------ |
| 595    | 559    | 496    | 424    | 421    | 364    | 339    | 409    |

参照元:1962年から1999年まで人口の2倍カウントなし。1999年までEHESS/Cassini、2004年以降INSEE

## ギャラリー

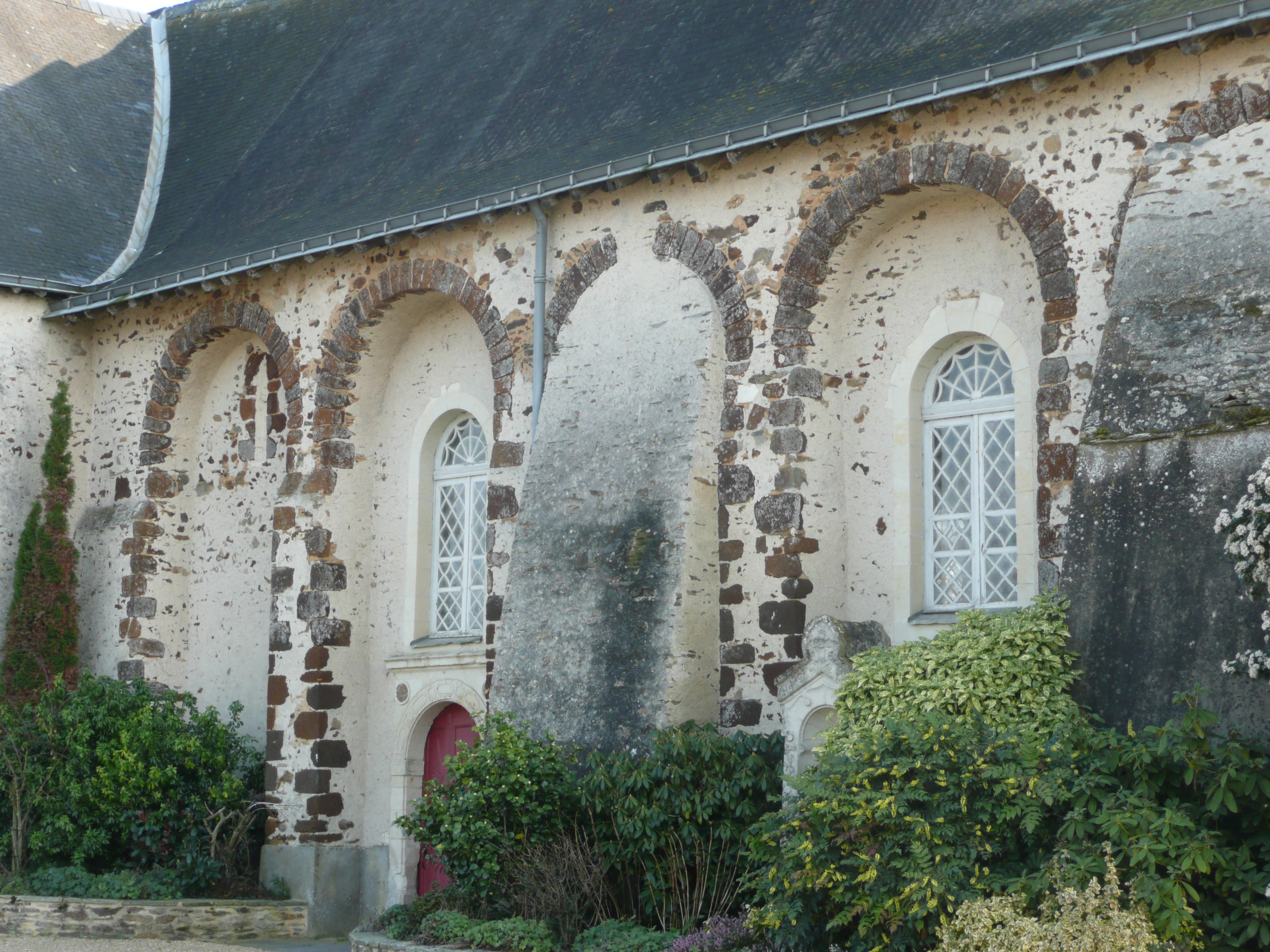
教会のアーケード
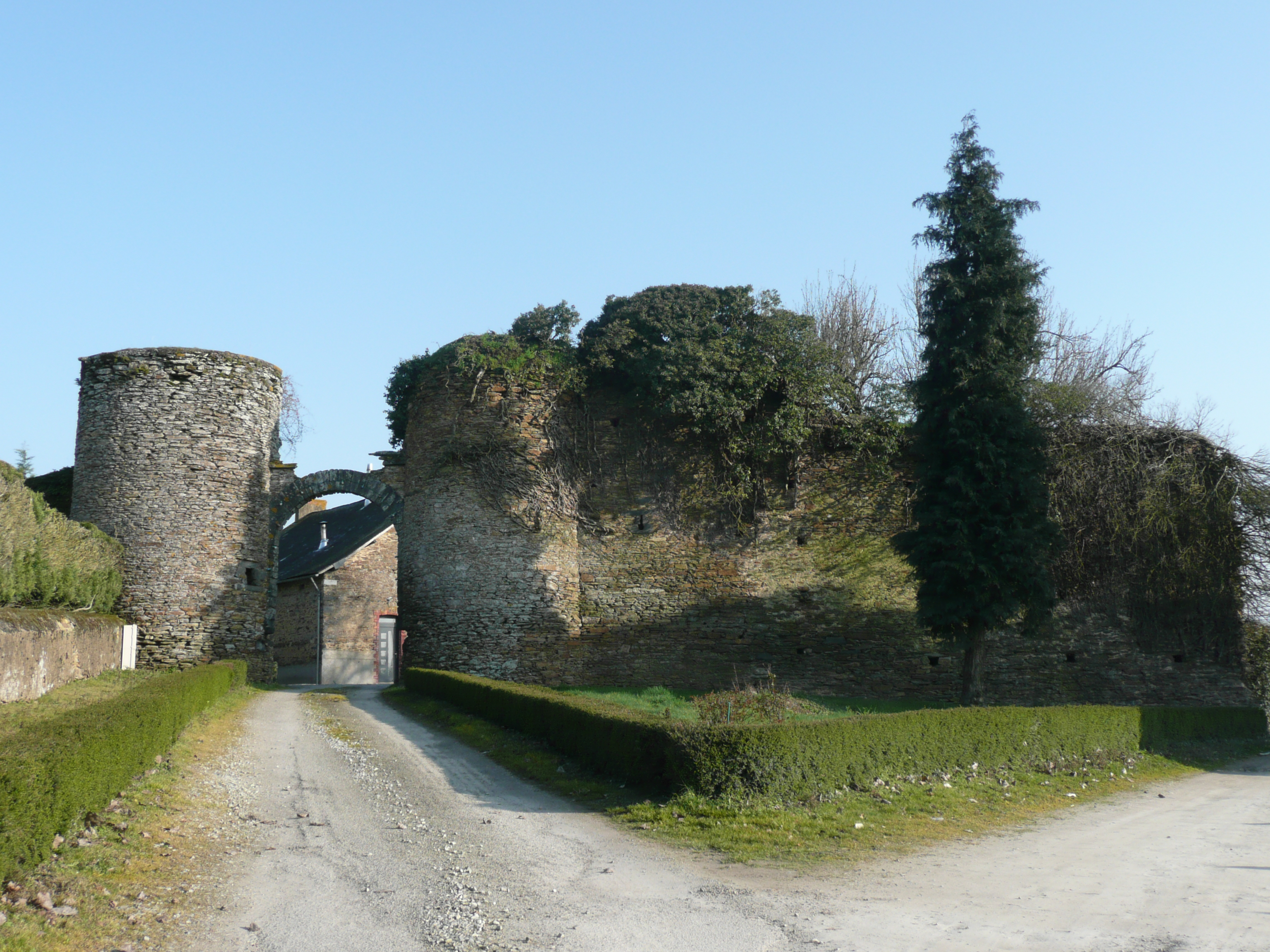
サン・ミシェル城の廃墟
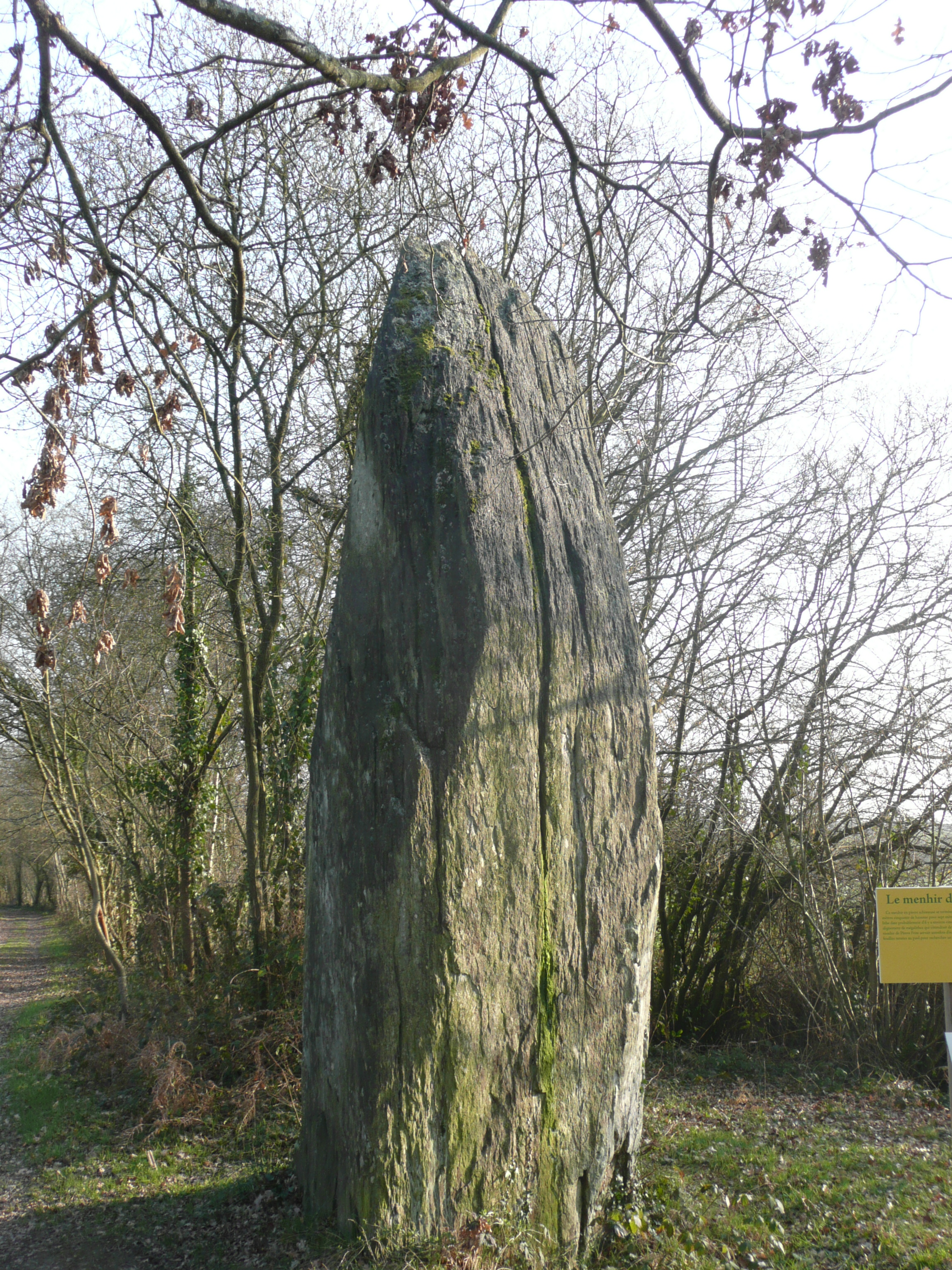
ピエールフリトのメンヒル